# Aishihik (fiume)

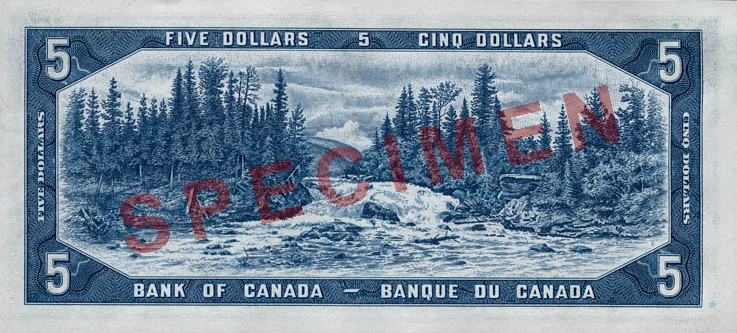
Banconota da 5 dollari canadesi con la riproduzione delle cascate Otter

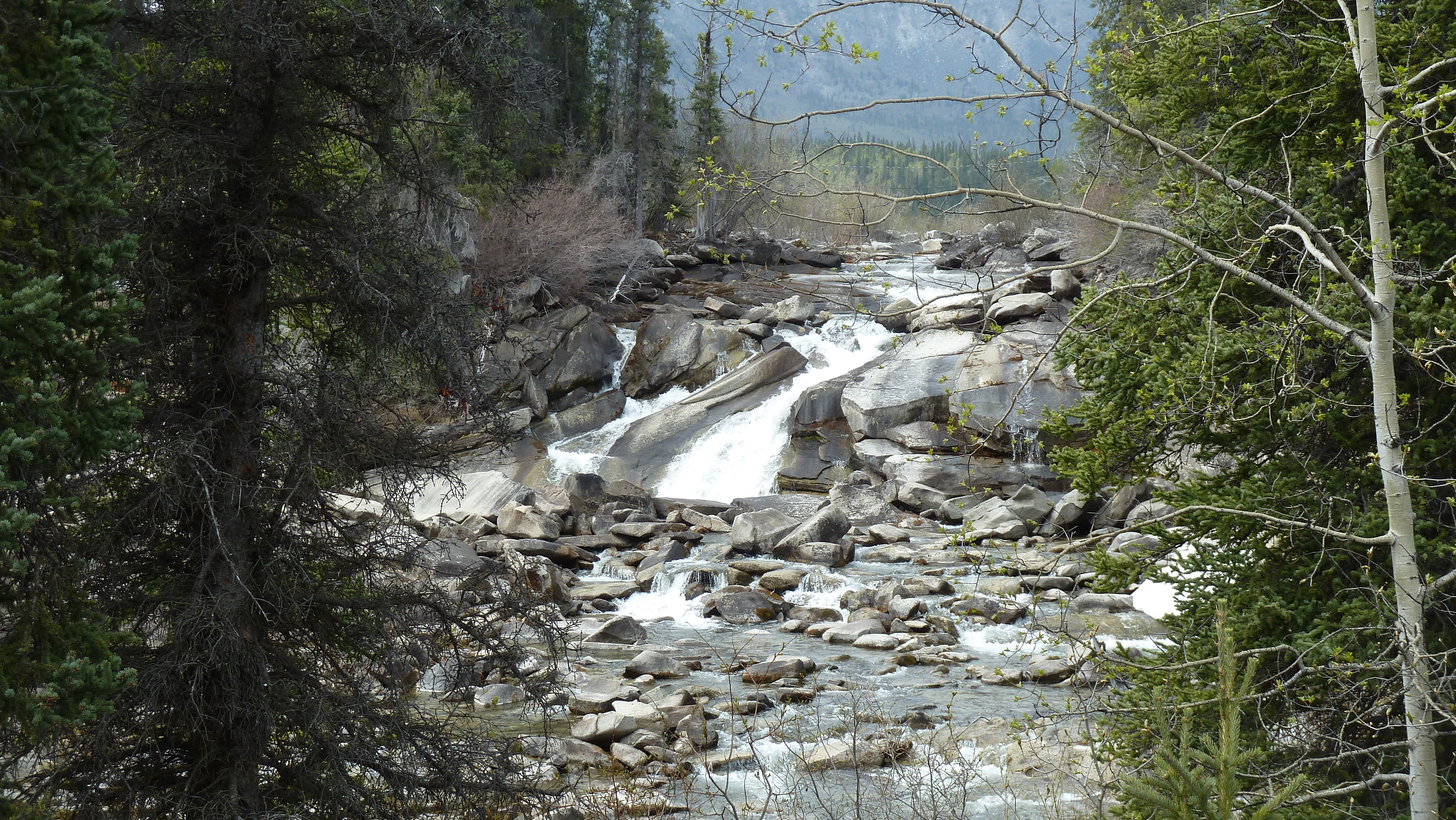
Le cascate Otter

L'Aishihik  è un fiume del Canada della lunghezza di 50 chilometri. Nasce nello Yukon dal Lago Aishihik, poi scorre verso sud e confluisce nel Dezadeash, affluente a propria volta del fiume Alsek. Il fiume forma le cascate Otter che sono state riprodotte sulla  della banconota da 5 dollari canadesi del 1954.